# Zeničko polje
Zeničko polje je polje u Bosni. Nalazi se u središtu u Sarajevsko-zeničkoj kotlini. Smješteno je na prosječnoj nadmorskoj visini od 350 metara. Sjevernu mu granicu čini Vrandučka sutjeska, a na jugu Vrandučka sutjeska. Kroz njega protječu tri rijeke od kojih je najveća Bosna. Nalazi se u središnjem zemljopisnom položaju u državi Bosni i Hercegovini.